# Martin Sander
Martin Sander (* 1963 v Berlíně) je německý varhaník.

## Životopis
Studoval u Ulricha Bremstellera v Hannoveru a na mnoha mistrovských kurzech. Je profesorem na Vysoké hudební škole v Heidelbergu, natáčí varhanní hudbu pro televize i nahrávací společnosti. Zasedá také v porotách varhanních soutěží (mj. na Pražském jaru a na Mezinárodní varhanní soutěži v Opavě v roce 2006).
- Ceny ze soutěží:
  - 1986 – Mezinárodní varhanní soutěž Antona Brucknera Linec
  - 1987 – ARD – soutěž Mnichov
  - 1988 – Mezinárodní varhanní soutěž Tokio
  - 1988 – Mezinárodní soutěž J. S. Bacha Lipsko
  - 1989 – Mezinárodní varhanní soutěž Pražského jara